# Strada statale 11 (Polonia)
La strada statale 11 (sigla DK 11, in polacco droga krajowa 11) è una strada statale polacca che attraversa il Paese da Kołobrzeg a Bytom.